# Eupithecia coribalteata
Eupithecia coribalteata es una especie de polilla de la familia Geometridae. La especie fue descrita por primera vez por Mironov y Galsworthy, habiendo sido descrita en 2004, con distribución en China, especialmente descrita en las provincias de Qinghai y Gansu.
Es una polilla pequeña con una envergadura de unos 19 a 21 milímetros (0,7 a 0,8 plg). 